# Murina ryukyuana
Murina ryukyuana és una espècie de ratpenat de la família dels vespertiliònids. És endèmic del Japó, on només viu a les illes d'Okinawa, Tokunoshima i Amami Ōshima. El seu hàbitat natural són els boscos madurs, on nia en forats als troncs. Està amenaçat per la desforestació.